# Jean-Baptiste Drouin
Pour les personnes ayant le même patronyme, voir Drouin.
Jean-Baptiste Drouin (2 septembre 1816 à Tomblaine - 11 mars 1898 à Paris) est un homme politique français, député de la Seine en 1871.

## Biographie
Il était une des notabilités commerçantes de Paris, riche droguiste, et président du tribunal de commerce de la Seine, lorsqu'il fut porté sur la liste des candidats présentée par le « Comité de l'Union parisienne de la presse », aux élections partielles du 2 juillet 1871, dans la Seine, ou il s'agissait de remplacer 21 représentants décédés, démissionnaires, ou ayant opté pour d'autres départements. Drouin fut élu et alla siéger dans la fraction la plus modérée du centre gauche, vota quelquefois avec le centre droit, mais, dans une circonstance particulièrement critique, donna des gages non équivoques au parti républicain. Drouin a voté contre la pétition des évêques, pour le pouvoir constituant de l'Assemblée, contre le service militaire de trois ans, contre l'acceptation de la démission de Thiers, pour l'arrêté contre les enterrements civils, pour le septennat, pour l'admission des princes d'Orléans à titre définitif dans l'armée, pour le ministère de Broglie, contre la dissolution, pour les lois constitutionnelles. Il n'a pas fait partie d'autres législatures.

## Distinctions
- Officier de la Légion d'honneur (1867).

## Sources
- « Jean-Baptiste Drouin », dans Adolphe Robert et Gaston Cougny, Dictionnaire des parlementaires français, Edgar Bourloton, 1889-1891 [détail de l’édition]